# 東京劇場
東京劇場（とうきょうげきじょう）は、かつて存在した日本の演劇場・映画館。現在の東京都中央区築地4-1-1に立地していた。1974年に閉館・解体され、東劇ビルが竣工、映画館は東劇（とうげき）と名を変え松竹マルチプレックスシアターズの直営映画館としてビル内に現存する。現在の定員は435人である。
本項では、現在の東劇ビル以前の建物（1930年 - 1974年）に存在した映画館、東京中央劇場（とうきょうちゅうおうげきじょう）および銀座ニュース劇場（ぎんざニュースげきじょう）、東劇バーレスクルーム等についても扱う。

## 沿革
- 1930年3月29日 - 演劇場として開館
- 1940年前後 - 5階・地階に映画館を併設
- 1950年12月31日 - 映画館に業態変換
- 1975年 - 改築・リニューアル再開館

## 「東京劇場」時代

### 概要

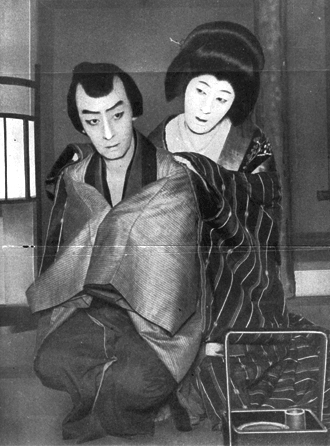
初代東京劇場のこけら落としに出演した十五代目市村羽左衛門（写真左）と六代目尾上梅幸 『雪暮夜入谷畦道』（三千歳と直侍）より

東京劇場は1930年（昭和5年）3月に演劇場として開業。六代目 尾上菊五郎と十五代目 市村羽左衛門、六代目 尾上梅幸の3大役者がこけら落とし興行を飾った。築地に一際目立つ重厚な建物で知られ、歌舞伎や軽演劇が上演されていた。1945年（昭和20年）、歌舞伎座が東京大空襲で焼亡したため、東京劇場が歌舞伎の演劇場として選ばれるようになった。戦争終結後の9月には、早くも市川猿之助一座が『黒塚』と『東海道中膝栗毛』を演じていた。
その後も1951年（昭和26年）に再建されるまでは、東京の歌舞伎の中心だった。
第二次世界大戦を目前とした1940年（昭和15年）前後に、同劇場地階にニュース専門の映画館「銀座ニュース劇場」、同5階に映画館「東京中央劇場」を開館する。
終戦後、1945年（昭和20年）9月1日には、市川猿之助一座が興行を再開。その5年後の1950年（昭和25年）12月31日、演劇場から映画館に転身している。地階のニュース専門館は、戦後「東劇地下映画劇場」に改称したのち、1955年（昭和30年）12月27日には大映系統の封切館「築地大映」として改めて開館している。同時期に5階には「東劇バーレスクルーム」が開かれ、ジプシーローズの出世舞台となった。1974年（昭和49年）、両館は高層ビル化を前提に閉館した。

### データ
- 所在地 : 東京府東京市京橋区築地4丁目14番地[3][4]
  - 現在の東京都中央区築地4丁目1番1号 東劇ビル
- 設計：大林組（木村得三郎）、施工：大林組
- 観客人員数 : 
  - 東京劇場 : 1,711名（1957年末[7]）
  - 東京中央劇場（5階） : 211名（1942年[3]）、279名（1943年[4]）
  - 銀座ニュース劇場（地階） : 291名（1942年[3] / 1943年[4]）
    - 築地大映（地階） : 903名（1957年末[7]）

## 「東劇ビル」時代

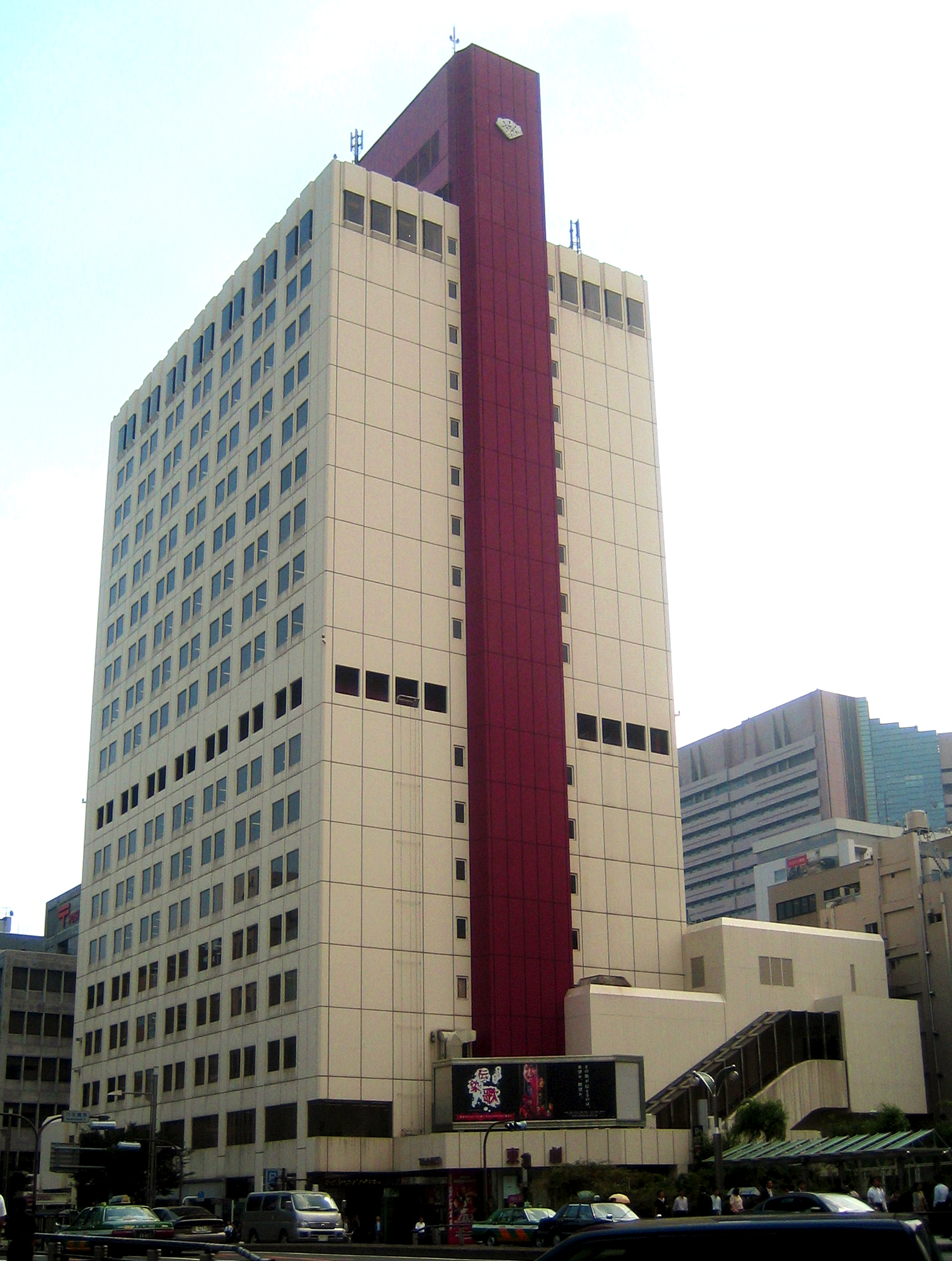
東劇が入る東劇ビル

1975年（昭和50年）高層ビル化され竣工。現在では同ビルに松竹本社が入っている。2025年で築50年を迎える。

1970年代においては渋谷東急等とチェーンを組む洋画封切館だったが、その後は独自で小規模のチェーンを構成する映画のチェーンマスターになったり、有楽町地域の松竹東急系のムーブオーバー（続映）や拡大ロードショーに利用されていた。2008年（平成20年）7月に新宿ピカデリーが再オープンして以降は、シネマ歌舞伎やMETライブビューイングなどの松竹配給のODS（Other Digital Staff）作品のメイン館となることが多い。
2011年（平成23年）3月1日、松竹は映画興行部門をシネマコンプレックス「MOVIX」を運営する松竹マルチプレックスシアターズに継承したため、同社の経営・運営に切り替わった。ただし、MOVIX系のシネコンと同様のサービスは行っていない。

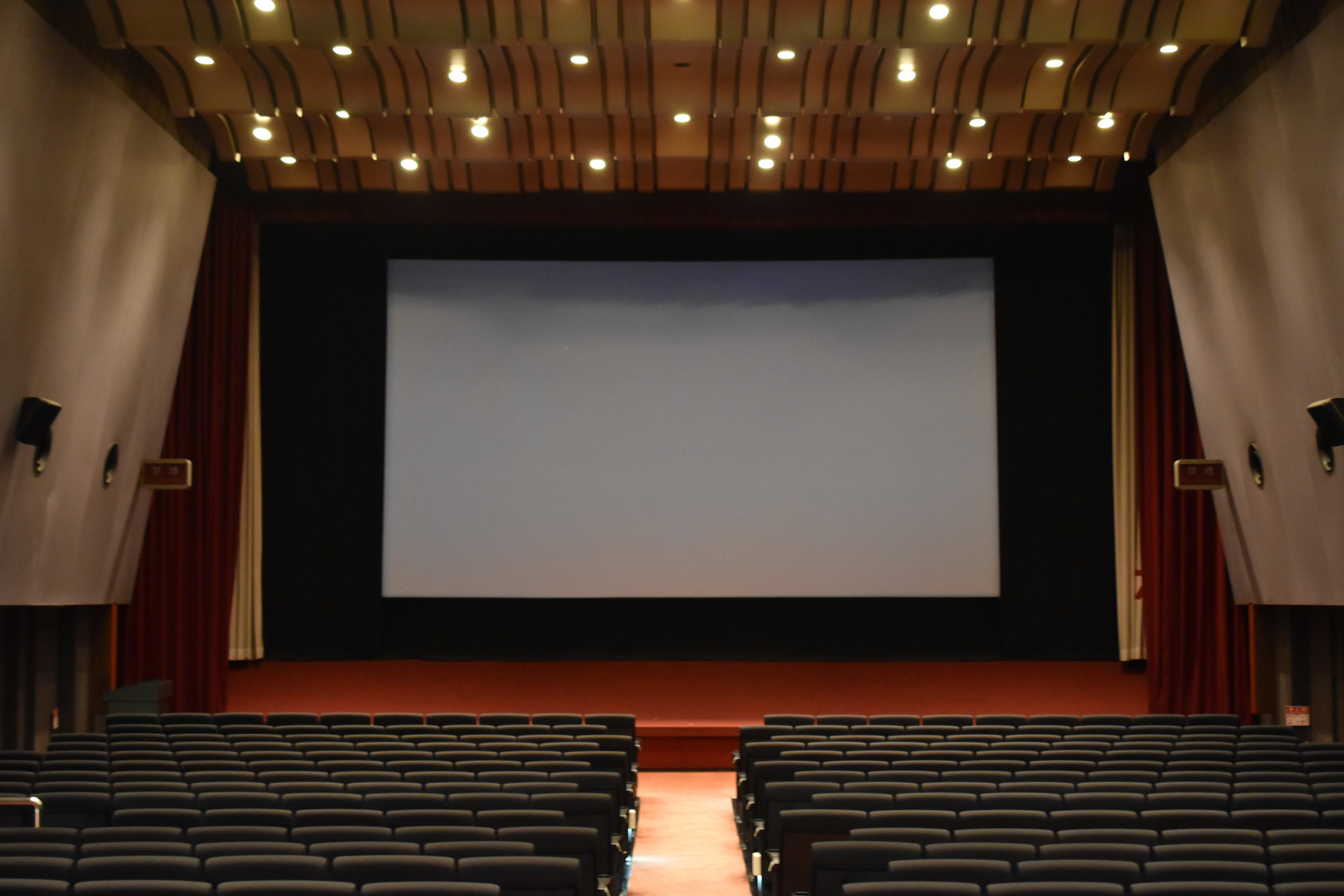
スクリーン
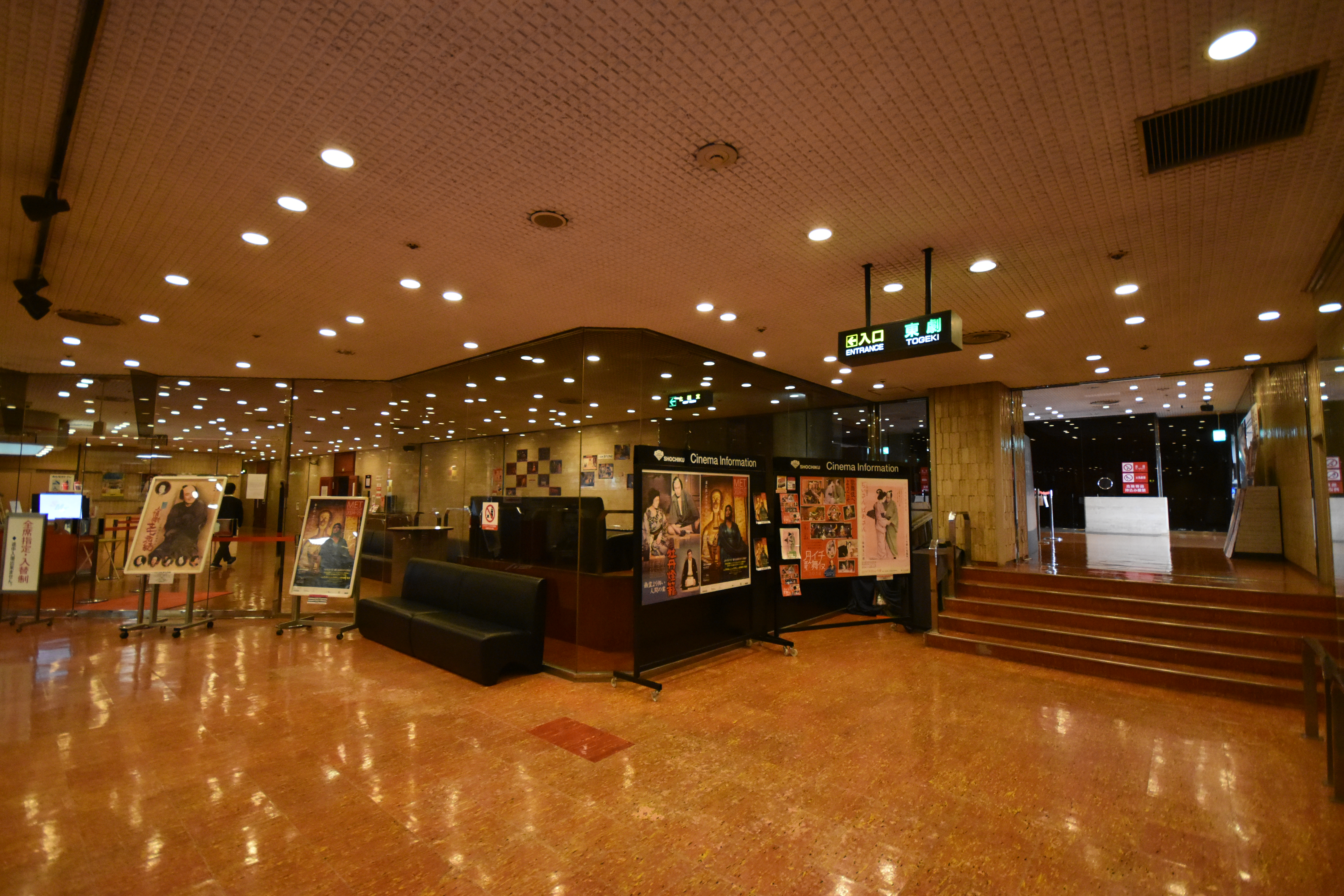
ロビー
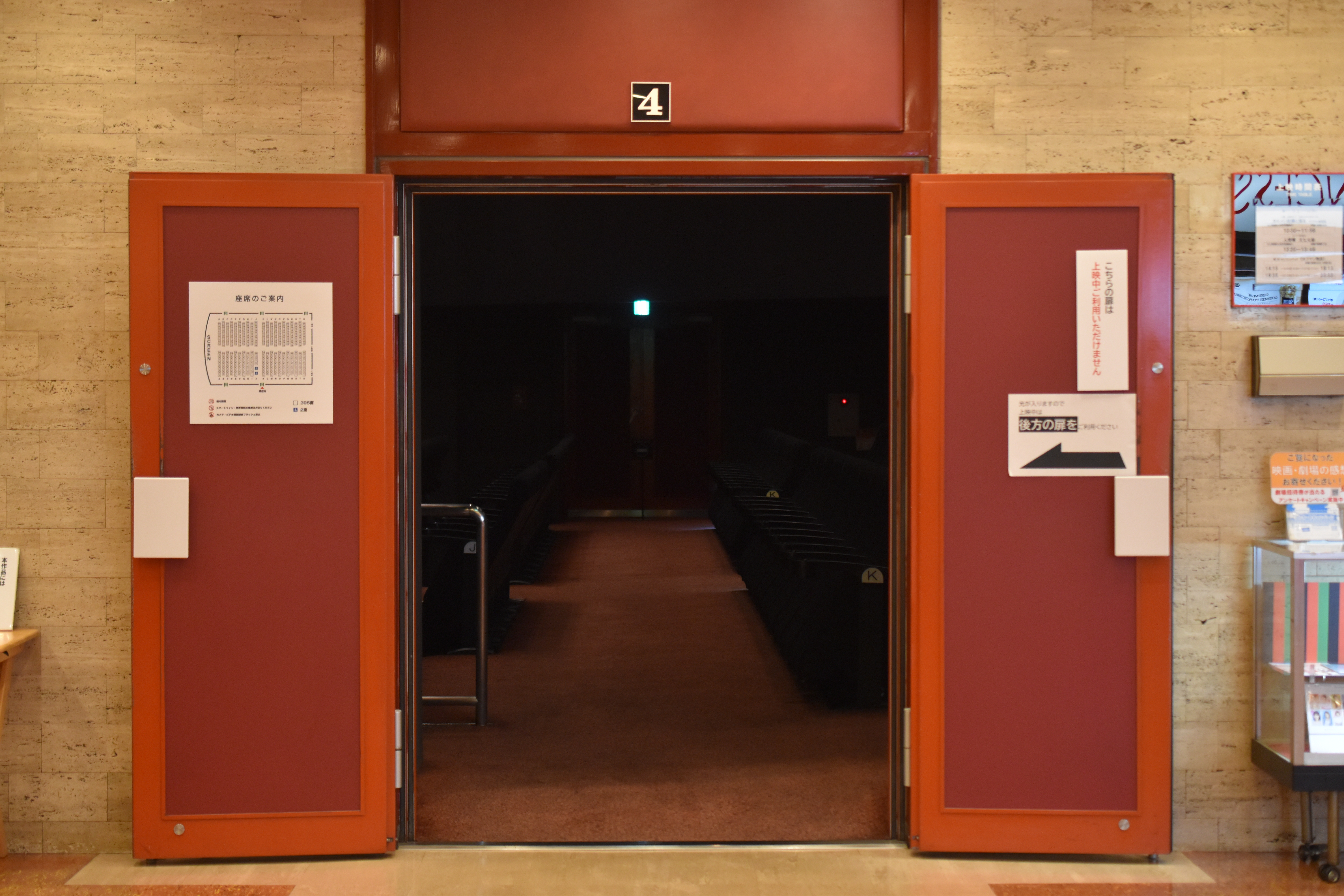
スクリーン出入口
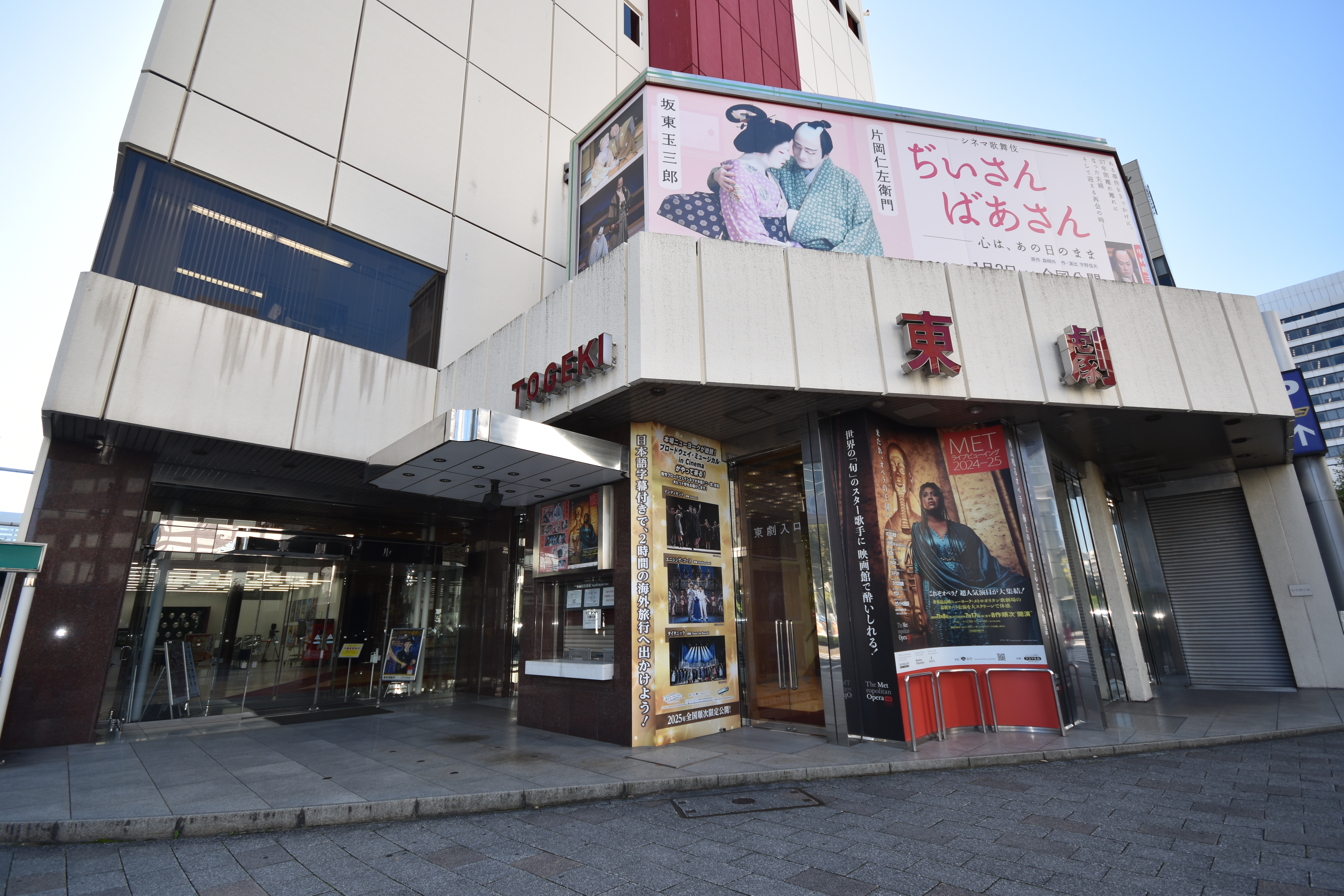
東劇ビル（2024年撮影）

## 主な上映作品
※（ ）内は公開年
1975年7月5日オープニング作品はサンシャイン
- タクシードライバー（1976年）
- ロッキー（1977年）
- 遠すぎた橋（1977年）
- 愛と青春の旅立ち[9]（1982年）
- さよならゲーム[9]（1988年）
- ゴーストバスターズ2（1989年）
- わが心のボルチモア[9]（1991年）
- キング・オブ・ハーレー（1993年）
- マトリックス（1999年）
- 偶然の恋人（2001年）
- パール・ハーバー（2001年）
- 少林サッカー（2002年）
- トランスポーター（2003年）
- ドラッグストア・ガール（2004年）
- 深呼吸の必要（2004年）
- 理想の恋人.com（2005年）
- NOEL ノエル（2005年）
- 美しき野獣（2006年）
- ヒストリー・オブ・バイオレンス（2006年）
- RENT/レント（2006年）
- タイヨウのうた（2006年）
- 花田少年史 幽霊と秘密のトンネル（2006年）
- 天使の卵（2006年）
- 椿山課長の七日間（2006年）
- 幸福な食卓（2007年）
- アルゼンチンババア（2007年）
- 大日本人（2007年）
- ドルフィンブルー フジ、もういちど宙へ（2007年）
- 河童のクゥと夏休み（2007年）
- 結婚しようよ（2008年）
- ポストマン（2008年）
- 王妃の紋章（2008年）
- はじまりのみち（2013年）
- 俺はまだ本気出してないだけ（2013年）
- 昭和歌謡危機一髪!（2014年）
- ファーナス/訣別の朝（2014年）
- ザ・テノール 真実の物語（2014年）
- 唐山大地震（2015年）
- しあわせの絵の具 愛を描く人 モード・ルイス（2018年）